# Божидар Трудић
Божидар Трудић (Смедеревска Паланка, 1911 — 1989) био је српски композитор.

## Биографија
Родио се 1911. године у Смедеревској Паланци где је завршио основно образовање и нижу гимназију. Даље школовање је наставио у Пожаревцу и Београду.
По завршетку средње школе, његова опредељења су нагињала према егзактним наукама па је уписао студије теоријске математике које је завршио 1935. године. Одмах после дипломског испита постао је професор средње школе: предаје математику и физику (једно време у Пожаревачкој гимназији, затим у Бјеловару, Призрену, а за време рата - у Трећој гимназији у Београду). Напоредо са студијама математике, проучава хармонију, записује и сакупља народне мелодије, диригује хором, као самоук.
Да није био немирног духа, прожет великом љубављу према музици - његова каријера свакако би се наставила токовима угледног професора „важних“ средњошколских предмета, обезбеђујући му миран и угодан живот. Музика га је, међутим, сувише заокупљала... њу је, у ствари, осећао као једини прави животни позив.
На крају је преовладала младалачка љубав, па је, са релативним закашњењем уписао студије на Музичкој академији у Београду.
Студирао је композицију у класи Стевана Христића две године, а затим у класи Јосипа Славенског, као и дириговање са Крешимиром Барановићем и Михајлом Вукдраговићем. Дипломирао је 1947. године.
До краја живота, сву раскош свог талента посветио је музици, било да се бавио стваралаштвом или образујући младе: као доцент и професор на Музичкој академији у Сарајеву или као директор и професор Музичке школе Станковић у Београду.
Од 1964. године живео је у Београду као слободан уменик. Преминуо је 1989. године, а по сопственој жељи сахрањен је у свом родном граду - Смедеревској Паланци. Из поштовања према његовом делу које је несумњиво својеврстан репрезент овог града, и његовог односа према завичају, Основна музичка школа у Смедеревској Паланци од 1991. године с поносом носи његово име.

## Стваралаштво
Бавећи се компоновањем, Трудић је за собом оставио богат и разноврстан опус. Поред две симфоније (Балканска, Симфонија у једном ставу) и свита (Лирске сцене и Призрен), оркестру је наменио неколико краћих композиција. Концерт за виолину и оркестар, настао 1951. године, једно од најличнијих и најуспелијих дела Божидара Трудића, први пут су извели виолиниста Бранко Пајевић и Београдска филхармонија под управом Живојина Здравковића 23. априла 1954. године у сали Коларчевог народног универзитета.
Годину дана након виолинског концерта, настао је концерт за виолончело и оркестар. Уз кантате „Зов крви“ и "1804. година“, песме уз пратњу оркестра (Бехари, Песме древне Хеладе, Песме старог Јапана, Песма свата Црногорца), хорове а cappella и соло-песме, компоновао је и низ камерних и солистичких композиција. Писао је и филмску музику.
Приврженост граду у коме се родио и стасао проживевши најлепше године детињства, манифестовао је одзивом да се укључи у прославу 850 година Паланке 1970. године. Том пригодом компоновао је Кантату родном граду, која најбоље изражава његов однос према овој средини. Изведена је на централној прослави у интерпретацији Мирослава Чангаловића и Душана Трбојевића.
По њему је названа Музичка школа „Божидар Трудић” Смедеревска Паланка.